# IC 418
IC 418 é uma nebulosa planetária na constelação de Lepus, a cerca de 2000 anos luz da Terra. É conhecida também com o nome de Nebulosa do Espirógrafo, pela sua forma lembra os desenhos geométricos que se realizam com um espirógrafo.
A imagem da nebulosa obtida com o Telescópio Espacial Hubble permite diferenciar a emissão de nitrogênio ionizado -o gás mais afastado do núcleo e o menos quente-, a emissão de hidrogênio -na parte intermédia-, e a emissão de oxigênio ionizado -o gás mais quente e o mais próximo do núcleo-.
No centro da nebulosa encontra-se uma estrela nas etapas finais da sua evolução estelar, a qual, até há poucos milhares de anos, era uma gigante vermelha. Ejetou as suas camadas exteriores para o espaço formando a nebulosa, cujo diâmetro atual é de 0,3 anos luz. O remanente estelar que atualmente é o núcleo da estrela emite radiação ultravioleta provocando  a fluorescência do gás que o rodeia. Com o transcurso do tempo a nebulosa ir-se-á dispersando no espaço, ficando no que foi o seu centro uma anã branca, que devagar se irá esfriando.